# Edward Rogala
Edward Rogala (ur. 7 września 1937 w Strzemieszycach) – generał dywizji WP.

## Życiorys
Służbę wojskową rozpoczął w październiku 1954 jako podchorąży Oficerskiej Szkoły Piechoty nr 2 w Jeleniej Górze. Po rozformowaniu szkoły w 1955 kontynuował naukę w Oficerskiej Szkoły Wojsk Pancernych i Zmechanizowanych w Poznaniu, po której ukończeniu w 1957 został promowany do stopnia podporucznika w korpusie oficerów wojsk pancernych. Następnie został wyznaczony na dowódcę plutonu czołgów (1957-1960) i kompanii czołgów (1960-1967) w 73 Pułku Zmechanizowanym w Gubinie (w strukturze 5 Dywizji Pancernej).
W latach 1967–1970 studiował w Akademii Sztabu Generalnego WP w Warszawie, po czym został pomocnikiem szefa Oddziału Szkolenia Operacyjnego Sztabu Generalnego WP.  W latach 1973–1975 dowódca 68 Pułku Czołgów w Budowie, który pod jego dowództwem uzyskał tytuł Mistrza Gospodarności WP i miano przodującej jednostki Pomorskiego Okręgu Wojskowego. Od 1975 szef sztabu – zastępca dowódcy 8 Dywizji Zmechanizowanej w Koszalinie. W latach 1976–1978 studiował w Wojskowej Akademii Sztabu Generalnego Sił Zbrojnych ZSRR im. K. Woroszyłowa w Moskwie, następnie do 1979 szef sztabu i zastępca dowódcy 11 Dywizji Pancernej w Żaganiu w stopniu pułkownika. W latach 1979–1983 szef Oddziału Operacyjnego – zastępca szefa sztabu Śląskiego Okręgu Wojskowego we Wrocławiu, 1983–1986 dowódca 10 Sudeckiej Dywizji Pancernej im. Bohaterów Armii Radzieckiej w Opolu.
26 września 1985 Rada Państwa PRL nadała mu stopień generała brygady. Nominację otrzymał 10 października 1985 w Belwederze z rąk przewodniczącego Rady Państwa PRL prof. Henryka Jabłońskiego. W latach 1986–1987 szef sztabu – zastępca dowódcy Śląskiego Okręgu Wojskowego, 1987–1990 szef Zarządu Mobilizacji i Uzupełnień Sztabu Generalnego WP. W 1990 został wyznaczony na pełniącego obowiązki zastępcy szefa Sztabu Generalnego WP ds. organizacyjno-mobilizacyjnych. Postanowieniem z 16 października 1992 Prezydent RP Lech Wałęsa nadał mu stopień generała dywizji. Nominację wręczył mu 9 listopada 1992 w Belwederze Prezydent RP Lech Wałęsa. W listopadzie 1992  premier Hanna Suchocka powołała go na stanowisko szefa Obrony Cywilnej Kraju. Od kwietnia 1996 w rezerwie.

## Awanse
- podporucznik - 1957
- porucznik - 1961
- kapitan - 1965
- major - 1971
- podpułkownik - 1974
- pułkownik - 1978
- generał brygady - 1985
- generał dywizji - 1992

## Życie prywatne
Mieszka w Brzegu nad Odrą. Żonaty, dwoje dzieci.

## Odznaczenia
- Krzyż Oficerski Orderu Odrodzenia Polski
- Krzyż Kawalerski Orderu Odrodzenia Polski
- Złoty Krzyż Zasługi
- Złoty Medal „Siły Zbrojne w Służbie Ojczyzny”
- Srebrny Medal Siły Zbrojne w Służbie Ojczyzny
- Złoty Medal „Za zasługi dla obronności kraju”
- Srebrny Medal „Za zasługi dla obronności kraju”
- Brązowy Medal „Za zasługi dla obronności kraju”
- Order Czerwonej Gwiazdy (ZSRR, 1984)
- Medal „Za umacnianie Przyjaźni Sił Zbrojnych” II stopnia (CSSR, 1984)[2]
- inne odznaczenia